# Zanella
Zanella es una fábrica argentina de motocicletas, karting, motos y quad, que se dedica casi en un cien por ciento al ensamblado de las partes que importa directamente de China, país con el cual posee un acuerdo de importación de motocicletas y motopartes, y con el que desarrolló el automóvil económico nacional, el Zanella city.

## Historia
Zanella Hermanos nació el 11 de febrero de 1948 como un taller metalúrgico fundado por Juan y Santiago Zanella, Ariodante Marcer y Mario De Láser.
A finales de la década del ´50 ya se fabricaban piezas del incipiente mercado de motos y las primeras unidades de 50 a 200 centímetros cúbicos. La primera motocicleta fue fabricada en 1957 con un diseño desarrollado en Italia.
La primera fábrica de motocicletas se estableció en Caseros, Gran Buenos Aires, donde 80% de los componentes son manufacturados.
Durante la década del ´70 Zanella lanza al mercado sus modelos 125, 175 y 180cc, como el Sapucai, Surumpio, Andina, etc., los que tuvieron una gran aceptación, marcando la historia del motociclismo Argentino. Dichas motos fueron, y son, reconocidas por su durabilidad, debida en gran parte a la excelente calidad de los materiales que se utilizaban[cita requerida].
En el año 1987 comienza a exportar a diversos países como Brasil, Chile, Uruguay, Cuba, Estados Unidos y países del continente africano, aunque existen evidencias de exportaciones esporádicas a los Estados Unidos a finales de la década de 1960.
En 1990 se funda Argentron S.A., en sociedad con el grupo Merloni de Italia, líder europeo en la fabricación de artículos electrodomésticos. Juntos comienzan a producir y comercializar productos de la línea blanca con la marca ARISTÓN-ZANELLA.
A partir de la década de 1990´, el mercado argentino de Zanella se encuentra en jaque debido a la apertura de las importaciones. Su último modelo fue el RZA, cuyas características técnicas eran impresionantes para una moto nacional, como un motor refrigerado por agua, y una suspensión trasera progresiva mono amortiguador. A pesar de ello su precio era elevado en comparación a otras motos importadas, por lo que fue recibido tibiamente por el público. El RZA marcó el fin de la producción nacional de motocicletas de baja cilindrada. A partir de ese momento, Zanella se dedicó exclusivamente a la producción de ciclomotores.
En el 2003 Zanella genera nuevos proyectos internacionales para la importación de motocicletas de mayor cilindrada, para lo que crea acuerdos de cooperación con empresas asiáticas. El mercado argentino es captado nuevamente, debido al bajo precio de las motocicletas importadas. Esto permite un importante aumento de ventas y un nuevo posicionamiento de la marca.
En el año 2017 Zanella vuelve a ser líder de ventas en la República Argentina.
En diciembre de 2019 anunció la venta de la firma y el remate de sus bienes entre los que se encontraban motos, camiones y maquinarias de la empresa tras no soportar la crisis económica.
En el año 2020 un grupo nacional adquiere  los activos de Zanella.

## La empresa
Sus productos se orientan a todo tipo de usuarios, a través de una gama más amplia y variada ciclomotores, motos, bicicletas, quads, kartings y motores de 4 tiempos, que van desde 50 hasta 500 cc. A pesar de ello, solo los ciclomotores se fabrican en Argentina, en sus plantas de Caseros y San Luis; mientras que casi todos los demás productos son importados; generalmente desensamblados.
“Como empresa nacional, Zanella está en constante desarrollo de proyectos en defensa de la industria de la moto y los intereses de los clientes; y es por eso que impulsaron la creación de la Cámara de la Moto, para conseguir más y mejores beneficios tanto para las empresas fabricantes como los comerciantes”.

### CUBS
- ZB 110cc Z1
- ZB 110 Z1 FULL
- DUE CLASSIC 110
- DUE 110 LUXURY

### FUN
- HOT 90 G2

### STREET
- CECCATO 150 R
- SAPUCAI 125 C
- RX 125 potenciado
- RX 200 Z7 FULL
- SAPUCAI 150
- HJ 125
- RB 200
- RX 150 G3
- RX 150 G3 GHOST
- RX 150 G3 GHOST FULL
- RX 150 Z6 GHOST
- RX 150 Z3 SPORT
- RX 150 R FULL
- RX 150 NEXT
- RX 200
- RX 1 150
- RX 150 Z5
- RX 1 200
- RX 200 MONACO
- RX 200 NAKED
- RX 200 R
- RX 200 R FULL
- RZ 125E
- RZ 20
- RX 250 SPORT
- RX 350
- RZ 25 NAKED
- RZ 25 R
- RZ 35 R
- RX 150 NEXT
- RX 200 NEXT

### ENDURO
- ZR 150
- ZR 200
- ZR 200 OHC
- ZR 250 LT
- ZR 250
- ZTT 200 ENDURO
- ZTT 250 MOTARD

### SCOOTERS
- STYLER 150 R16
- STYLER 50 EXCLUSIVE
- STYLER 125 EXCLUSIVE G2
- STYLER 150 EXCLUSIVE
- STYLER 150 CRUISER
- MOD 150
- MOD LAMBRETTA 150
- E-STYLER
- E-STYLER DELUXE
- STYLER 250 CRUISER
- STYLER 250 GRANDCRUISER
- MOD 2018[8]

### CUSTOM
- PATAGONIAN EAGLE STREET 150
- PATAGONIAN EAGLE BLACKSTREET 150
- PATAGONIAN EAGLE BLACKMETAL 150
- PATAGONIAN EAGLE 125
- PATAGONIAN EAGLE 150
- PATAGONIAN EAGLE 250
- SPEEDLIGHT 150
- SPEEDLIGHT 200
- PATAGONIAN EAGLE 250 II SHADOW
- PATAGONIAN EAGLE 250 DARKROAD
- PATAGONIAN EAGLE 350 CHOPPER

### QUADS
- ZANELLA KIDS 50 SPORT
- FX KART 50
- FX KART 125
- FX KART 150
- FX 90 CARGO
- FX 90 SERIES
- FX 90 KIDS SPORT
- FX 150 CARGO
- FX 125 MADMAX
- FX 150 MADMAX
- FX 150 MADMAX AUTO.
- FX 200 MADMAX
- FX 250 MADMAX
- FX 250 MADMAX KING
- FX 300 MAD MAX
- GFORCE 200 4X2
- GFORCE 250 4X2
- GFORCE 250 II 4X2
- GFORCE 500 4X4

## Generadores de electricidad
La línea se compone de cuatro productos desarrollados para ser utilizados en distintas actividades:
- G-1000
- G-2500
- G-4500
- G-6000
- G-8500